# NGC 858
NGC 858 é uma galáxia espiral barrada na direção da constelação de Cetus. O objeto foi descoberto pelo astrônomo Francis Leavenworth em 1885-6, usando um telescópio refrator com abertura de 26 polegadas. Devido a sua moderada magnitude aparente (+13,7), é visível apenas com telescópios amadores ou com equipamentos superiores. 